# Soba (Cantàbria)
Soba és una vall i municipi de la comunitat autònoma de Cantàbria,que limita al nord amb Ramales de la Victoria, Arredondo i Ruesga, al sud amb Valle de Mena, la Merindad de Montija i Espinosa de los Monteros,a la província de Burgos, a l'est amb Lanestosa i Karrantza a Biscaia i a l'oest, San Roque de Riomiera.

## Localitats
- Aja.
- Asón.
- Astrana.
- Bustancillés.
- Cañedo.
- Fresnedo.
- Hazas.
- Herada.
- Incedo.
- Lavín.
- Pilas.
- El Prado.
- Quintana.
- Regules.
- Rehoyos.
- La Revilla.
- Rozas.
- San Juan.
- San Martín.
- San Pedro.
- Sangas.
- Santayana.
- Valcaba.
- Valdició.
- Veguilla (Capital).
- Villar.
- Villaverde.

## Demografia
| 1900  | 1910  | 1920  | 1930  | 1940  | 1950  | 1960  | 1970  | 1980  | 1990  | 2000  | 2007  |
| ----- | ----- | ----- | ----- | ----- | ----- | ----- | ----- | ----- | ----- | ----- | ----- |
| 3.756 | 4.367 | 4.315 | 4.323 | 4.166 | 4.097 | 3.345 | 2.691 | 2.023 | 1.981 | 1.677 | 1.442 |

Font: INE

## Administració
| Eleccions municipals, 25 de maig de 2003 |      |        |          |
| Partit                                   | Vots | %      | Regidors |
| PRC                                      | 726  | 69,41% | 7        |
| PP                                       | 192  | 18,36% | 1        |
| PSOE                                     | 120  | 11,47% | 1        |

| Eleccions municipals, 27 de maig de 2007 |      |        |          |
| Partit                                   | Vots | %      | Regidors |
| PRC                                      | 717  | 68,48% | 7        |
| PP                                       | 197  | 18,82% | 1        |
| PSOE                                     | 126  | 12,03% | 1        |